# Baolunge
 (mars 2009).
Le Bao Lun Ge (chinois : 宝纶阁) ou Pavillon Baolun est un temple dans le village de Chengkan (zh) à Huangshan, dans la province de l'Anhui.
Il fait partie de Luodongshu ci (zh) (罗东舒祠, luódōngshū cí, « temple des ancêtres Luodongshu »), un site comportant un ensemble de bâtiments protégés sur la liste des sites historiques et culturels majeurs protégés au niveau national.

## Localisation
Ce village est situé  dans le district dans la province de Anhui en Chine. Cette région est réputée pour les anciennes maisons de style Ming et Qing. C'est probablement le village Ming le mieux préservé. Le temple Baolun occupe une superficie de 5 mu ou 1/3 d'hectare. Il est situé sur le point culminant du village.

## Description
Le pavillon de Baolun est un temple du clan de la famille Luo. Il a été construit pendant la dynastie Qing de l’empereur Jiaqing.
L'ornementation de neuf baies de large construite entre 1517 et 1611, est à peine plus étroite que celle de la salle du trône de la Cité Interdite de Pékin. La première grande salle dont les colonnes et les poutres ont été construites en camphrier et en ginkgo, s’appelle « TIANJING ». En passant par cette salle, on arrive à une autre salle où se trouvent des tablettes des ancêtres connus de la famille : fonctionnaire, peintre, lettré, commerçant.
L’esprit du clan familial de Luo fait partie intégrante d’une longue culture locale ; il a fortement marqué la population de Huizhou depuis les temps anciens. Le temple du clan familial de Luo est le lieu sacré du clan. Grâce aux cérémonies en hommage aux ancêtres, les vivants veulent communiquer avec l'âme des générations précédentes. Les relations sociales liées à la philosophie confucéenne et à un code mettant l'accent sur la piété filiale et la bienséance, ont participé à maintenir l'harmonie dans la famille et la communauté,,.